# Fly Music
Fly Music fue un canal de televisión digital terrestre español de ámbito nacional, operado por SGT Net TV y producido por Europroducciones. Su programación consistía en videoclips, festivales musicales y entrevistas a artistas de ámbito nacional e internacional. La señal permaneció en antena desde el 30 de noviembre de 2005 hasta el 30 de junio de 2008, cuando fue reemplazada por Disney Channel.

## Historia

### Inicio de emisiones
Fly Music era un canal de televisión musical, centrado en videoclips y programas especiales. Comenzó a emitir el 30 de noviembre de 2005, día de la inauguración de la nueva televisión digital terrestre en España, con un horario restringido desde las 19:00 hasta las 01:00. En sus primeros días la parrilla consistía en bloques de videoclips. A partir del 8 de octubre de 2007, Fly Music amplió su programación desde las 7:00 hasta las 2:00.

### Fin de emisiones
Pese a todas las novedades introducidas en la programación, Fly Music era uno de los canales con menos audiencia de la televisión digital terrestre en España. A partir del 11 de febrero de 2008, el grupo SGT Net TV, cuyo máximo accionista era Vocento, decidió restringir el horario para que pudiese emitir bloques de teletienda (Ehs.TV), concentrando la programación musical de 7:00 a 13:00 y de 19:00 a 02:00.
La entrada del grupo Disney en el accionariado de Net TV motivó que Fly Music fuese reemplazado por la señal en abierto de Disney Channel a partir del 1 de julio de 2008.

## Despedida del canal
El 30 de junio de 2008, a las 23:59h, un minuto antes de su fin, el canal se quiso despedir recordando momentos del canal con la canción Sharabbey Road del grupo Vetusta Morla. Al terminar la canción y llegada las 0:00h, el logo se quedó estático en la pantalla durante 1 minuto, ya que la señal se vio interrumpida durante 10 segundos para dar el cambio a la de Disney Channel.

## Programación
A los pocos meses el canal amplió su oferta con dos programas de producción propia: El Flyer, especializado en actualidad musical, y Top Fly, la lista de éxitos de Fly Music. Además se cubrieron e incluso patrocinaron festivales musicales como Metrorock, Summercase y el Festival Internacional de Benicàssim. Entre su nómina de presentadores se encontraban Tania Llasera y Javier Ambrossi.
La oferta de videoclips se había especializado en grupos internacionales, artistas emergentes e indie español, con especial interés por las novedades del mercado discográfico. Y con el paso del tiempo se incluyeron nuevos espacios: Fly Series (dedicado a artistas temáticos), Fly Up (videoclips por la mañana) y Cara B (sellos independientes y música alternativa).